# Chavín

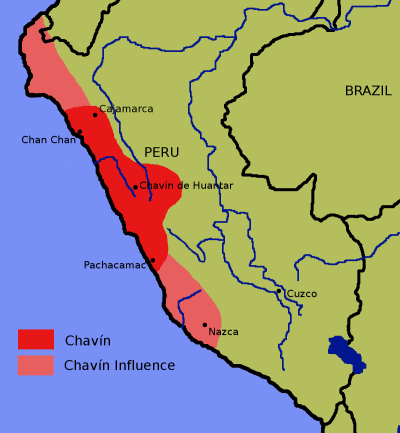
Chavín – červeně jádro říše, růžově sféra vlivu

Chavín, nebo Kultura Chavín či Chavínská kultura byla předincká kultura v severním Peru. Existovala zhruba v letech 900–200 př. n. l. Nacházela se na pobřeží Tichého oceánu. Jejím centrem a obřadním místem bylo město Chavín de Huántar, které se nachází ve výšce 3117 m n. m. (dnes na seznamu světového kulturního dědictví UNESCO). Ve městě se nacházely dvou až trojpodlažní chrámy. Zdivo bylo zpevněno hliněnou maltou. Archeologové za nejcennější považují tři monolity: Lanzón, stélu Raimondino a Tellův obelisk. Všechny jsou ozdobené reliéfy antropomorfních postav zvířecích bohů. Nalezeno bylo rovněž množství jednobarevné keramiky, buď černé, šedé, nebo červené, s vyrytými geometrickými nebo zvířecími motivy. Chavín byla patrně první jihoamerická kultura, která zpracovávala zlato. Jak si říkali obyvatelé není známo, ani jaký používali jazyk (předpokládá se stará forma kečuánštiny). Domestikovali lamy, jejichž maso sušili (tzv. jerky – charqui). Pěstovali brambory, kukuřici a merlík (quinou). Archeologové doložili užívání psychotropních látek (výtažky z kaktusu San Pedro – Echinopsis pachanoi), pravděpodobně při kouzelnických rituálech.